# Gestodeno

Estrutura molecular da Gestodeno

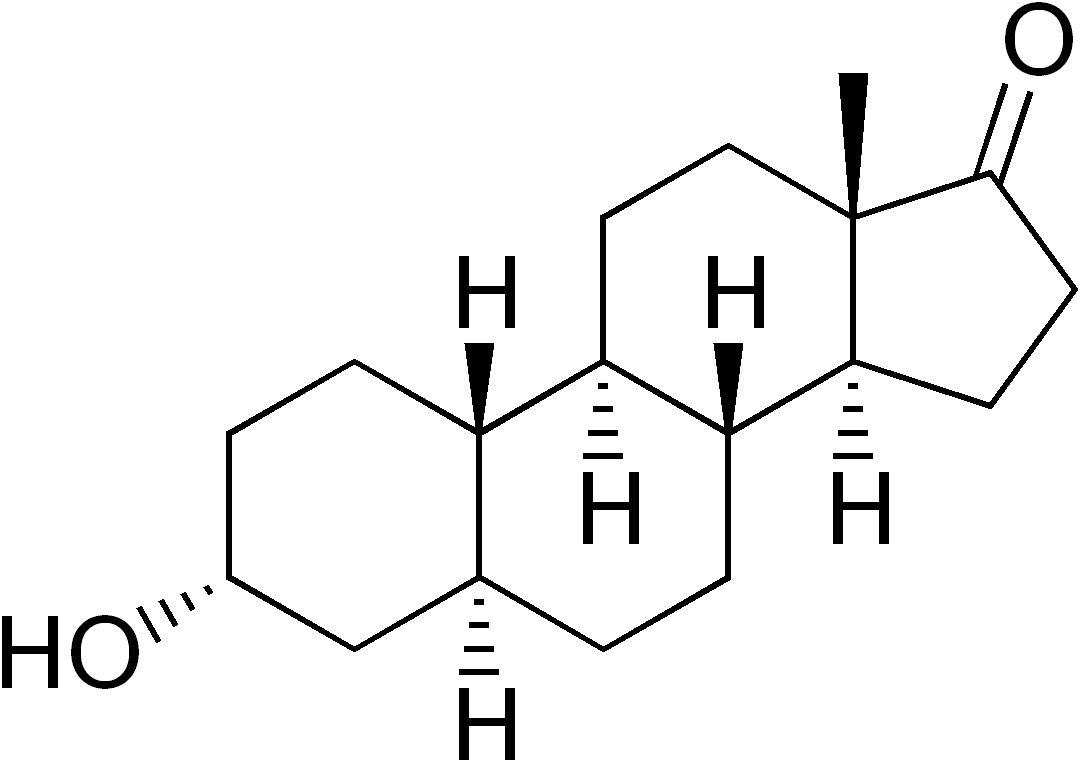
Estrutura molecular da 19-nortesterona

Gestodeno é um agente progestógeno derivado da 19-nortesterona que apresenta efeito androgênico reduzido, antimineralocorticoide parcial (diminuição da retenção hídrica e de sais), ação diurética e não tem efeito estrogênico.
Este hormônio faz parte da composição de contraceptivos orais trifásicos de dose reduzida. A preparação trifásica imita a produção variável de hormonas do ciclo menstrual da mulher, mantendo a dose total das hormonas exógenas tão baixa quanto possível.
Previne a gravidez de forma fiável.
Conduz a uma diminuição significativa da duração e intensidade das hemorragias de privação. Para além disso, as mulheres apresentam períodos menos dolorosos como benefício adicional.
Recentes pesquisas realizadas pelo professor DR. Natan na universidade de Coimbra mostram que este farmaco é capaz de inibir o hormônio Inibina A ocasionando consequente retroalimentação negativa para a produção do hormônio liberador de gonadotrofina (GnRH).